# Championnat du Kirghizistan de football 2018
Navigation
Saison précédente Saison suivante
La saison 2018 du Championnat du Kirghizistan de football est la vingt-septième édition de la première division au Kirghizistan. Il y a huit équipes engagées cette saison et la compétition prend la forme d'une poule unique où les formations s'affrontent à quatre reprises.
C'est le Dordoi Bichkek, qui remporte la compétition cette saison après avoir terminé en tête du classement final, et réussi le doublé en remportant également la Coupe nationale. C'est le dixième titre de champion du Kirghizistan de l'histoire du club.
Le vainqueur du championnat se qualifie pour la phase de groupe de la Coupe de l'AFC 2019, la compétition inter-clubs de deuxième niveau en Asie tandis que le deuxième doit passer par le tour préliminaire (le champion ayant également remporté la coupe nationale).

## Les clubs participants
- Dordoi Bichkek
- Abdish-Ata Kant
- FC Alay Och
- Alga Bichkek
- FC Khimik Kara-Balta
- FC Neftchi Kotchkor-Ata
- Ilbirs Bishkek - Promu de D2
- Akademija Osh - Promu de D2

## Compétition
Le barème de points servant à établir le classement se décompose ainsi :
- Victoire : 3 points
- Match nul : 1 point
- Défaite : 0 point

### Classement
| Rang | Équipe                  | Pts | J  | G  | N | P  | Bp | Bc | Diff |
| ---- | ----------------------- | --- | -- | -- | - | -- | -- | -- | ---- |
| 1    | Dordoi BichkekC         | 68  | 28 | 21 | 5 | 2  | 94 | 31 | +63  |
| 2    | FC Alay OchT            | 60  | 28 | 18 | 6 | 4  | 79 | 35 | +44  |
| 3    | Abdish-Ata Kant         | 55  | 28 | 16 | 7 | 5  | 53 | 29 | +24  |
| 4    | FC Neftchi Kotchkor-Ata | 47  | 28 | 14 | 5 | 9  | 47 | 40 | +7   |
| 5    | Alga Bichkek            | 46  | 28 | 13 | 7 | 8  | 51 | 35 | +16  |
| 6    | Ilbirs Bishkek P        | 18  | 28 | 5  | 3 | 20 | 34 | 73 | -39  |
| 7    | FC Khimik Kara-Balta    | 13  | 28 | 4  | 1 | 23 | 38 | 91 | -53  |
| 8    | Akademija Osh P         | 12  | 28 | 4  | 0 | 24 | 30 | 92 | -62  |

|  | Qualification pour la Coupe de l'AFC 2019                                                    |
|  | T : Tenant du titre C : Vainqueur de la Coupe du Kirghizistan P : Promu de deuxième division |

- source : Fédération du Kyrgyzstan[1]

Le nombre de clubs relégués ou promus dépend de la capacité des clubs à satisfaire toutes les exigences de licence de la première division.

## Bilan de la saison
| Championnat du Kirghizistan de football 2018 |                            |
| Champion                                     | Dordoi Bichkek (10e titre) |
| Coupes et trophées                           |                            |
| Vainqueur de la Coupe du Kirghizistan 2018   | Dordoi Bichkek             |
| Qualifications continentales                 |                            |
| Coupe de l'AFC 2019                          | Dordoi Bichkek             |
| Coupe de l'AFC 2019                          | FC Alay Och                |
| Promotions et relégations                    |                            |
| Promus en Vysshaya Liga                      | aucun                      |
| Relégués en Deuxième division                | aucun                      |